# Городище (Крупський район)
Городище (біл. вёска Гарадзішча) — село в складі Крупського району Мінської області, Білорусь. Село підпорядковане Холопеницькій сільській раді, розташоване в східній частині області.